# Агнесса Аквитанская (королева Арагона и Наварры)
Агне́сса Аквита́нская (фр. Agnès d'Aquitaine, исп. Inés de Aquitania; конец 1072 — 6 июня 1097) — королева Арагона и Наварры, жена короля Педро I.

## Биография
Агнесса была дочерью Гильома VIII, герцога Аквитании, и его третьей жены Хильдегарды Бургундской, и, таким образом, была единокровной сестрой королевы Кастилии Агнессы Аквитанской, с которой её иногда путают.
В 1081 году Агнесса была обручена с Педро I Арагонским и Наваррским. В 1086 году они повенчались в соборе города Хака — тогдашней столицы Арагона, и в 1094 году Агнесса взошла вместе с супругом на трон Арагона и Наварры.
В браке Агнесса родила Педро I двоих детей: Педро (умер в 1103) и Изабеллу (умерла в 1104).
Агнесса скончалась в 1097 году, а её муж Педро I женился во второй раз на Берте, предположительно, дочери графа Савойи Пьера I.